# Nikolai Nikolajewitsch Gussakow
Nikolai Nikolajewitsch Gussakow (russisch Николай Николаевич Гусаков; * 14. Mai 1934 in Petrosawodsk; † 14. Dezember 1991 in St. Petersburg) war ein sowjetischer Nordischer Kombinierer.

## Werdegang
Gussakow, der mit der Olympiasiegerin Marija Gussakowa verheiratet war, trat im Rahmen der Olympischen Winterspiele 1956 in Cortina d’Ampezzo erstmals international in Erscheinung. Im Einzelwettkampf von der Normalschanze und über 15 Kilometer belegte er einen starken siebten Rang. Im Februar 1957 erreichte er bei den Salpausselkä-Skispielen in Lahti den dritten Platz. An selber Stelle wurde er bei den Nordischen Skiweltmeisterschaften 1958 Achter. Darüber hinaus gewann er 1958 den Kombinationswettkampf der internationalen Skiwettkämpfe in Le Brassus vor Gunder Gundersen. Seinen größten Erfolg feierte er bei den Olympischen Winterspielen 1960 in Squaw Valley, als er die Bronzemedaille gewann. Dabei fiel besonders seine Laufleistung auf, die nach dem zehnten Platz beim Spezialsprunglauf für seinen Erfolg maßgeblich war. Im Jahr 1961 wurde Gussakow der erste nicht-skandinavische Athlet, der beim Holmenkollen-Skifestival in Oslo gewinnen konnte. Bei den Nordischen Skiweltmeisterschaften 1962 in Zakopane erlief er sich den 30. Rang. Nur knapp verpasste er hingegen als Vierter bei den Olympischen Winterspielen 1964 in Innsbruck die Medaillenränge.
Auf nationaler Ebene gewann er 1958 den sowjetischen Meistertitel. 1960 wurde er in Tomsk Zweiter hinter Dmitri Kotschkin.
Nach seinem Tod im Jahr 1993 wurde Gussakow auf dem Sandfriedhof in seiner Geburtsstadt begraben. Im Oktober 2013 wurde für ihn ein Denkmal in Petrosawodsk eingeweiht.

## Statistik

### Teilnahmen an Olympischen Winterspielen
| Jahr und Ort           | Einzel NK |
| ---------------------- | --------- |
| 1956 Cortina d’Ampezzo | 07.       |
| 1960 Squaw Valley      | 03.       |
| 1964 Innsbruck         | 04.       |

### Teilnahmen an Nordischen Skiweltmeisterschaften
| Jahr und Ort  | Einzel NK |
| ------------- | --------- |
| 1958 Lahti    | 08.       |
| 1962 Zakopane | 30.       |